# Aedermannsdorf
Aedermannsdorf (toponimo tedesco) è un comune svizzero di 549 abitanti del Canton Soletta, nel distretto di Thal.